# Manuel Benavides (Chihuahua)
Manuel Benavides es un pueblo del estado mexicano de Chihuahua, localizado en pleno Desierto de Chihuahua al oriente del estado, es la cabecera del municipio de Manuel Benavides, y es la cabecera municipal más oriental del estado de Chihuahua.

## Historia
La región donde hoy se localiza Manuel Benavides fue conquistada por los colonizadores españoles de una manera larga y difícil, al ser territorio de tribus belicosas como apaches y comanches que durante mucho tiempo no permitieron el establecimiento de asentamientos españoles. Para combatir a estas tribus que asolaban toda la región norte del Virreinato de la Nueva España el gobierno español estableció los llamados presidios militares, varios de los cuales se establecieron en el territorio de lo que hoy es Chihuahua, con este motivo, en 1771 visitó este territorio el entonces Comandante Inspector de Presidios Militares de las Provincias de Nueva Vizcaya, Nuevo México, Coahuila, Texas y Sonora, el coronel Hugo de O'Connor, quién dos años después fundó lo que hoy es Manuel Benavides como un presidio militar con el nombre de San Carlos de Cerro Gordo y ubicada al margen del Río San Carlos, sin embargo durante un periodo de paz con las tribus de la región, en 1784 el presidio fue cambiado a Chorreras, dejando la nueva población sin protección armada, por lo cual ante las dificultades que daba el clima de la región y las nuevas incursiones apaches pronto San Carlos quedó despoblado.
Un nuevo periodo comenzó en 1828 cuando Ignacio Ronquillo denunció la mina de Sierra Rica, con lo cual la población comenzó a regresar, y posteriormente en 1831 el gobernador de Chihuahua José Isidro Madero ordenó la repoblación del pueblo con vecinos provenientes de Ojinaga y con protección militar, y en 1835 mediante permiso del gobierno federal se estableció en San Carlos una aduana internacional, aunque entonces la línea fronteriza no era el cercano Río Bravo, esta aduana fue posteriormente relocalizada a Ojinaga. En 1885 fueron descubiertas nuevas minas en el propio San Carlos, dando gran bonanza a la población, lo cual llevó a que el 1 de noviembre de 1937 el Congreso de Chihuahua la elevara de ser hasta entonces una Sección del Municipio de Ojinaga, a Municipio, cambiándole además el nombre por el de Manuel Benavides, tanto a la localidad como al municipio, en honor del mayor Manuel Benavides Armendáriz (1858-1913) quién fue un revolucionario nativo del lugar que murió en 1913 combatiendo contra las tropas de Victoriano Huerta, como parte de la política entonces promovida por el gobernador Rodrigo M. Quevedo de eliminar los nombres religiosos de los pueblos.

## Actualidad
El fin de la explotación minera provocó la baja de la actividad económica del pueblo y con ello la pérdida de gran parte de su población, en la actualidad Manuel Benavides es un pequeño pueblo de 877 habitantes según el conteo de población y vivienda 2005 del INEGI, dedicándose a pequeña agricultura de temporal y explotación de los recursos del desierto.
También es visitada por los turistas alrededor del estado por sus placenteras zonas de pequeños cañones, las cuales tienen pozas semi-profundas las cuales pueden ser visitadas y exploradas por ciudadanos aledaños a la zona.